# Cennino Cennini
Cennino Cennini ou Cennino d'Andrea di Cennini ou Cennino de Colle (Colle di Val d'Elsa v. 1360 - Florence, v. 1440), est un peintre et écrivain toscan de la période gothique tardive, qui a été l'élève à Florence d'Agnolo Gaddi.

## Biographie
Il est l'élève d'Agnolo Gaddi avec qui il collabora à de nombreuses fresques à Florence et dans d'autres villes de Toscane, notamment dans l'église San Francesco de Volterra où il peignit un cycle sur le thème de l'Enfance de Jésus. Cennino Cennini a travaillé, ensuite pour le mécène Francesco da Carrara à Padoue où sa présence est attestée entre 1398 et 1400. 
Il est surtout connu en tant qu'auteur du Libro dell'arte ou Traité de la peinture, depuis lors considéré comme l'une des sources incontournables en histoire de l’art.

## Œuvres
Bien que l'attribution de ses peintures ne soit  pas certifiée, on lui concède néanmoins :
- Vie de saint Étienne, cycle de fresques du couvent  San Lucchese près de Poggibonsi,
- La Naissance de la Vierge, de l’église des Capucins de Colle di Val d'Elsa, conservée à la pinacothèque nationale, Sienne,
- La Vierge à l’Enfant, collection Hyland à Greenwich (Connecticut),
- La Vierge à l’Enfant, collection Algranti à Milan.

## Le Livre de l'art

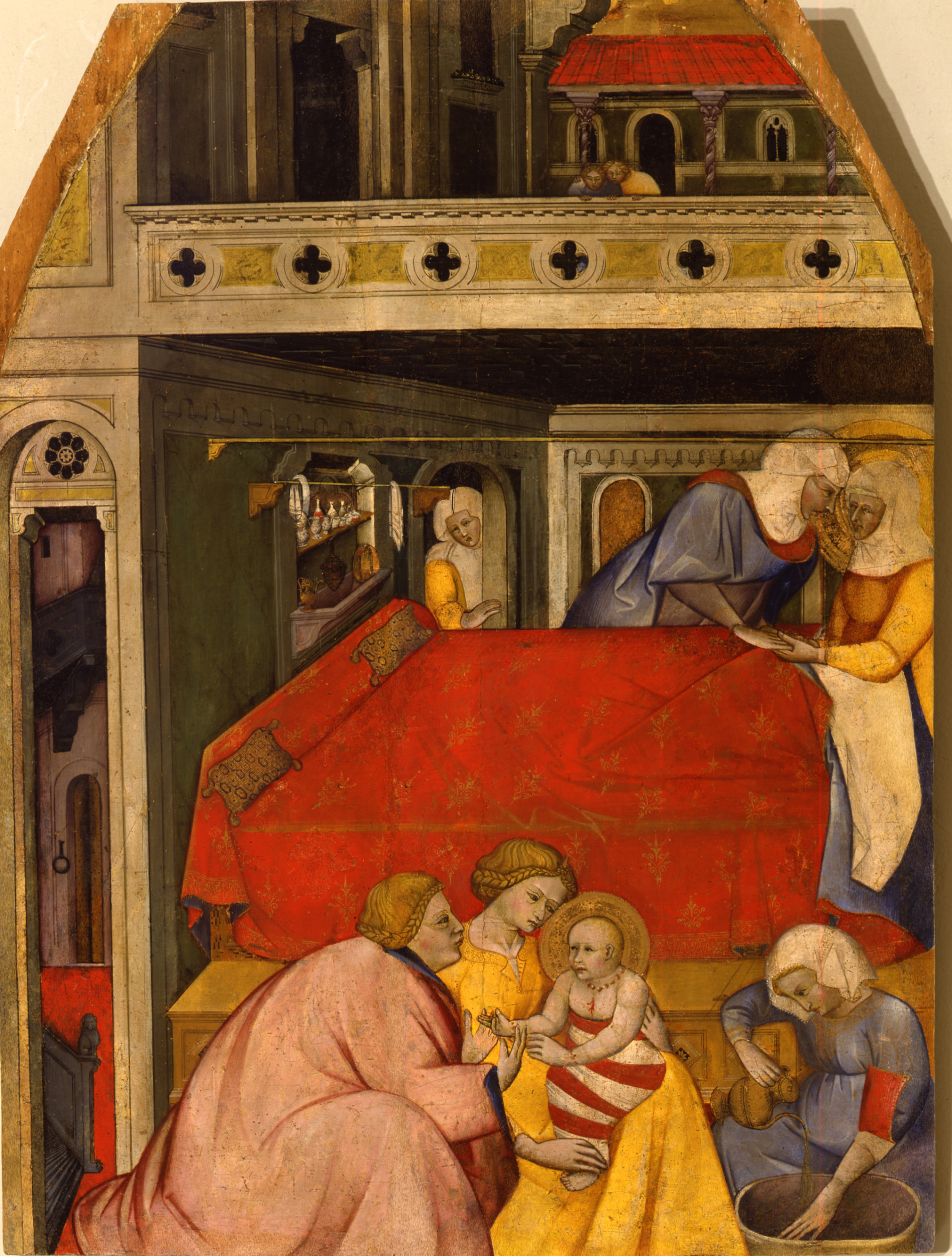
Nativité de Marie, entre 1390 et 1400, Sienne, Pinacothèque Nationale

Outre ses productions picturales, Cennini a  écrit un ouvrage, le Libro dell'arte (Livre de l'art ou Traité de la peinture), considéré comme un véritable traité de l'art de la Renaissance, marquant le passage de l'art du Moyen Âge à celui de la Renaissance. 
Il contient toutes sortes de conseils tant sur les techniques de peinture, sur les couleurs, les pinceaux, les fresques. Il y reconnait l'apport de Giotto qui a rendu « latin » l'art byzantin.
Le manuscrit de cet ouvrage, qui fait partie de la Bibliothèque Laurentienne de Florence, est daté de 1437.
Écrit à l’articulation des XIVe et XVe siècles à Padoue, il s'agit du premier traité écrit en langue vulgaire (soit, non pas en latin mais, ici, en italien) connu à ce jour. 
Le mot « art » y est utilisé, comme dans la Divine comédie de Dante, dans son acceptation moderne d'art pratiqué par des artistes et non d'artisanat accompli par des artisans.
Ce livre a été traduit pour la première fois en français en 1858 par le peintre Victor Mottez.